# 2. československá fotbalová liga 1969/1970
V soubojích 38. ročníku druhé nejvyšší fotbalové soutěže – 2. československé fotbalové ligy 1969/70 – se utkalo 16 mužstev každý s každým dvoukolovým systémem podzim–jaro. Tento ročník začal v neděli 10. srpna 1969 a skončil v neděli 21. června 1970.

## Konečná tabulka
| Poř. | Tým                            | Z  | V  | R | P  | VG | OG | B  |
| ---- | ------------------------------ | -- | -- | - | -- | -- | -- | -- |
| 1.   | TJ Škoda Plzeň                 | 30 | 19 | 5 | 6  | 48 | 20 | 41 |
| 2.   | TJ TŽ Třinec                   | 30 | 17 | 5 | 8  | 41 | 20 | 39 |
| 3.   | ASVŠ Dukla Banská Bystrica (S) | 30 | 17 | 3 | 10 | 60 | 35 | 37 |
| 4.   | TJ AC Nitra                    | 30 | 14 | 9 | 7  | 38 | 25 | 37 |
| 5.   | TJ Zbrojovka Brno              | 30 | 14 | 6 | 10 | 35 | 29 | 34 |
| 6.   | TJ VŽKG Ostrava                | 30 | 12 | 7 | 11 | 39 | 36 | 31 |
| 7.   | TJ Sparta ČKD Praha „B“        | 30 | 11 | 8 | 11 | 39 | 33 | 30 |
| 8.   | TJ LIAZ Jablonec nad Nisou     | 30 | 14 | 2 | 14 | 30 | 38 | 30 |
| 9.   | TJ Spartak Hradec Králové      | 30 | 11 | 6 | 13 | 48 | 41 | 28 |
| 10.  | TJ Zemplín Michalovce          | 30 | 12 | 4 | 14 | 37 | 44 | 28 |
| 11.  | VTJ Dukla Tábor                | 30 | 9  | 9 | 12 | 35 | 49 | 27 |
| 12.  | TJ Spartak Ústí nad Labem      | 30 | 9  | 8 | 13 | 32 | 44 | 26 |
| 13.  | TJ Partizán Bardejov           | 30 | 10 | 6 | 14 | 34 | 44 | 26 |
| 14.  | TJ NHKG Ostrava                | 30 | 10 | 5 | 15 | 31 | 38 | 25 |
| 15.  | TJ Spartak Vlašim              | 30 | 8  | 7 | 15 | 29 | 53 | 23 |
| 16.  | TJ VCHZ Pardubice (S)          | 30 | 6  | 6 | 18 | 31 | 55 | 18 |

Poznámky:
- Z = Odehrané zápasy; V = Vítězství; R = Remízy; P = Prohry; VG = Vstřelené góly; OG = Obdržené góly; B = Body; (N) = Nováček (postoupivší z nižší soutěže); (S) = Sestoupivší z vyšší soutěže

|  | Postup do I. čs. fotbalové ligy 1970/71 |
|  | Sestup do III. ligy – sk. A 1970/71     |
|  | Sestup do III. ligy – sk. B 1970/71     |